# Felix Owolabi
Felix Owolabi (24 gennaio 1956) è un ex calciatore nigeriano, di ruolo centrocampista.

## Carriera
Vinse la Coppa d'Africa con la Nazionale nigeriana nel 1980.

## Palmarès

### Nazionale
- Coppa d'Africa: 1

Nigeria 1980